# Koloss von Ostermunzel

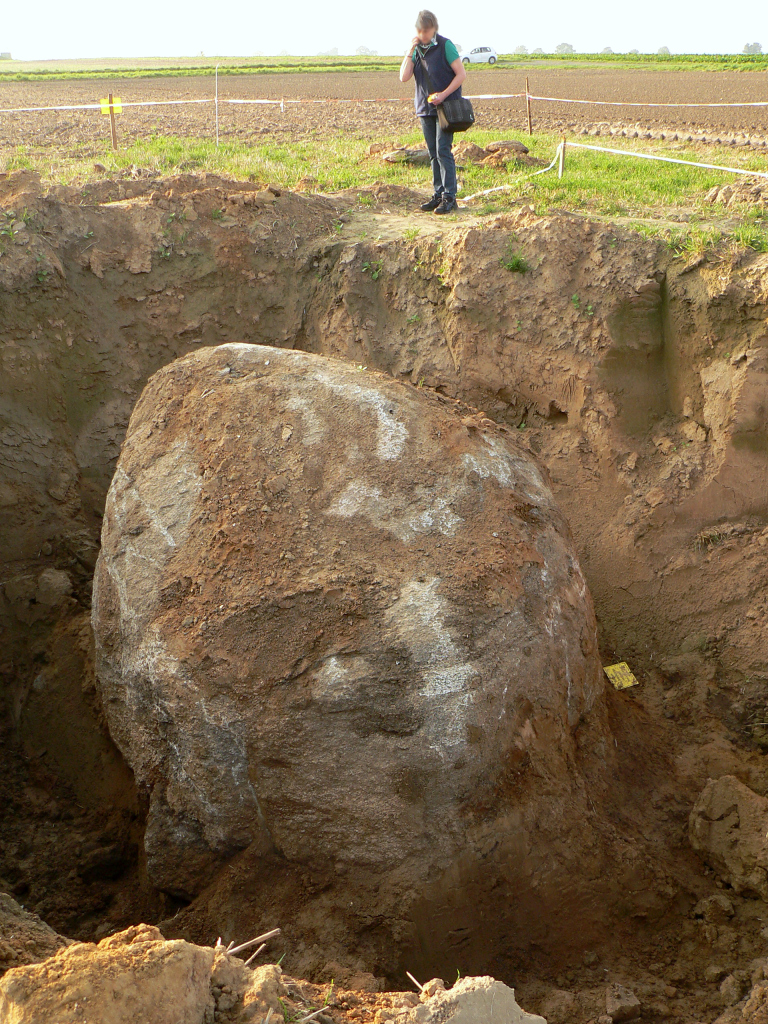
Der Koloss von Ostermunzel an der Fundstelle (August 2014)

Der Koloss von Ostermunzel ist ein Findling, der im Jahr 2013 östlich von Ostermunzel in Niedersachsen entdeckt wurde.

## Lage, Entdeckung und Bergung
Im Herbst 2013 stieß ein Lohnunternehmer beim Pflügen des Ackers eines Landwirts auf den Findling. Der Acker liegt auf einer leichten Anhöhe nahe der Kreisstraße K 253 zwischen Ostermunzel und Dedensen. Der Landwirt informierte die städtischen Behörden, da Findlingsfunde von mehr als zwei Metern Durchmesser nach dem Niedersächsischen Ausführungsgesetz zum Bundesnaturschutzgesetz meldepflichtig sind. Die Region Hannover untersagte ihm die geplante Zertrümmerung des Steins.
Nach einer ersten Untersuchung und Einschätzung durch den Geologen Heinz-Gerd Röhling vom niedersächsischen Landesamt für Bergbau, Energie und Geologie (LBEG) erfüllte der Findling die Anforderungen an ein Naturdenkmal. Nicht zuletzt sei dies der Fall aufgrund seiner Größe, was selbst im glazial geprägten Norddeutschland eine geologische Besonderheit darstellt. Ein derartiger Fund ist in Niedersachsen sehr selten. Über die Aufnahme in die Liste der Naturdenkmale entschied die Region Hannover, die ihn
2016 unter Schutz stellte. Wegen der hohen Kosten von zunächst angenommenen 20.000 Euro für die Bergung gab es Überlegungen, den Findling an Ort und Stelle zu belassen. Der Findling wurde schließlich im Frühjahr 2015 mit einem Fahrzeugkran geborgen und nach dem Transport auf einem Tieflader etwa einen Kilometer entfernt auf der Erhebung des Mühlenberges aufgestellt. Dort befindet sich der Stein, der eine Hinweistafel mit Informationen erhalten soll, an einem Rastplatz eines Radwanderweges. Bei der Bergung und Aufstellung mit einer volksfestartigen Veranstaltung waren mehrere hundert Schaulustige anwesend. Tatsächlich betrugen die Kosten der Bergung 15.000 Euro, die die Region Hannover zahlte. Ende 2016 wurde bekannt, dass sich an dem Findling Risse gebildet haben, in die Wasser eindringt. Zum Schutz wurde eine Versiegelung erwogen, die jedoch nach Untersuchung durch Fachleute des LBEG nicht erforderlich ist.

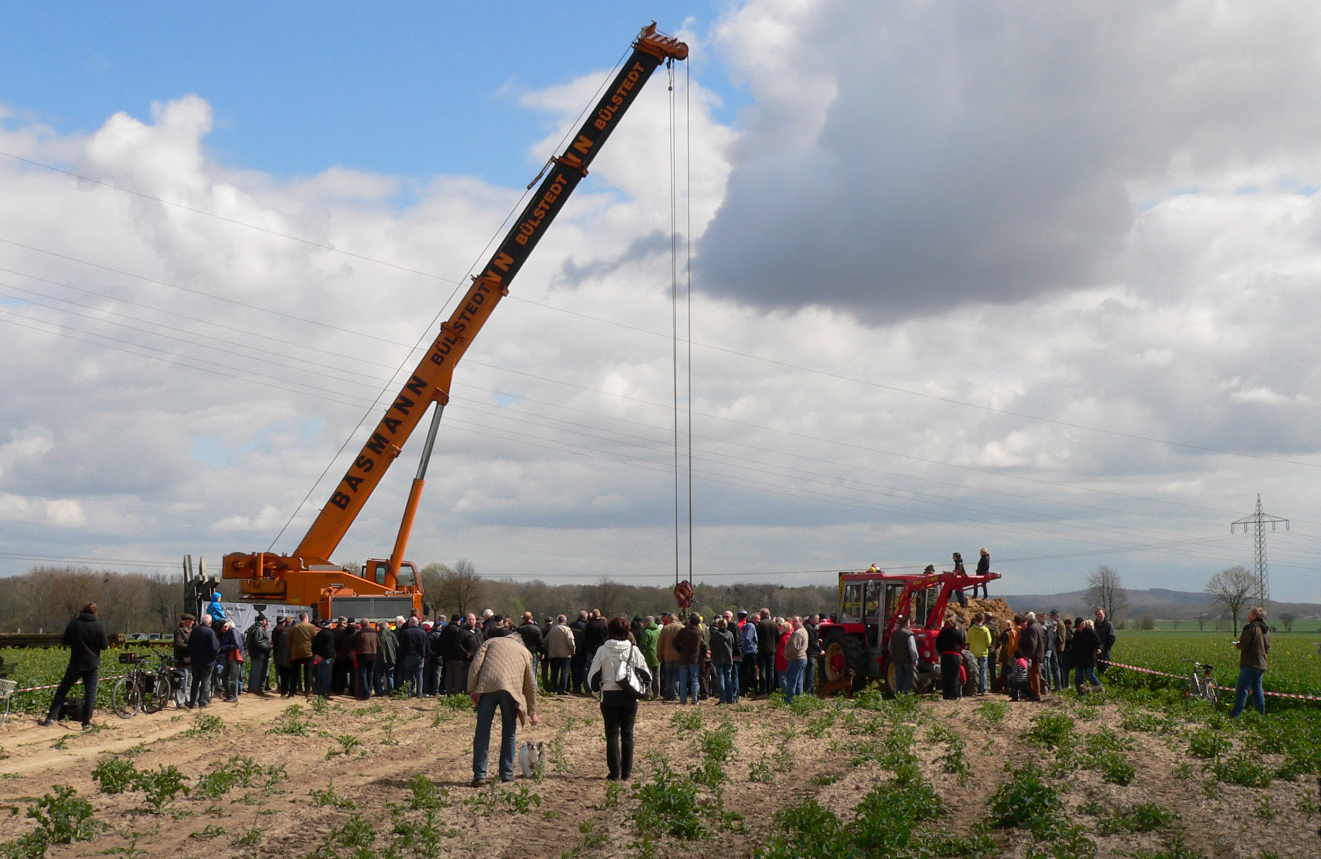
Menschenmenge bei der Bergung mit einem Kranwagen
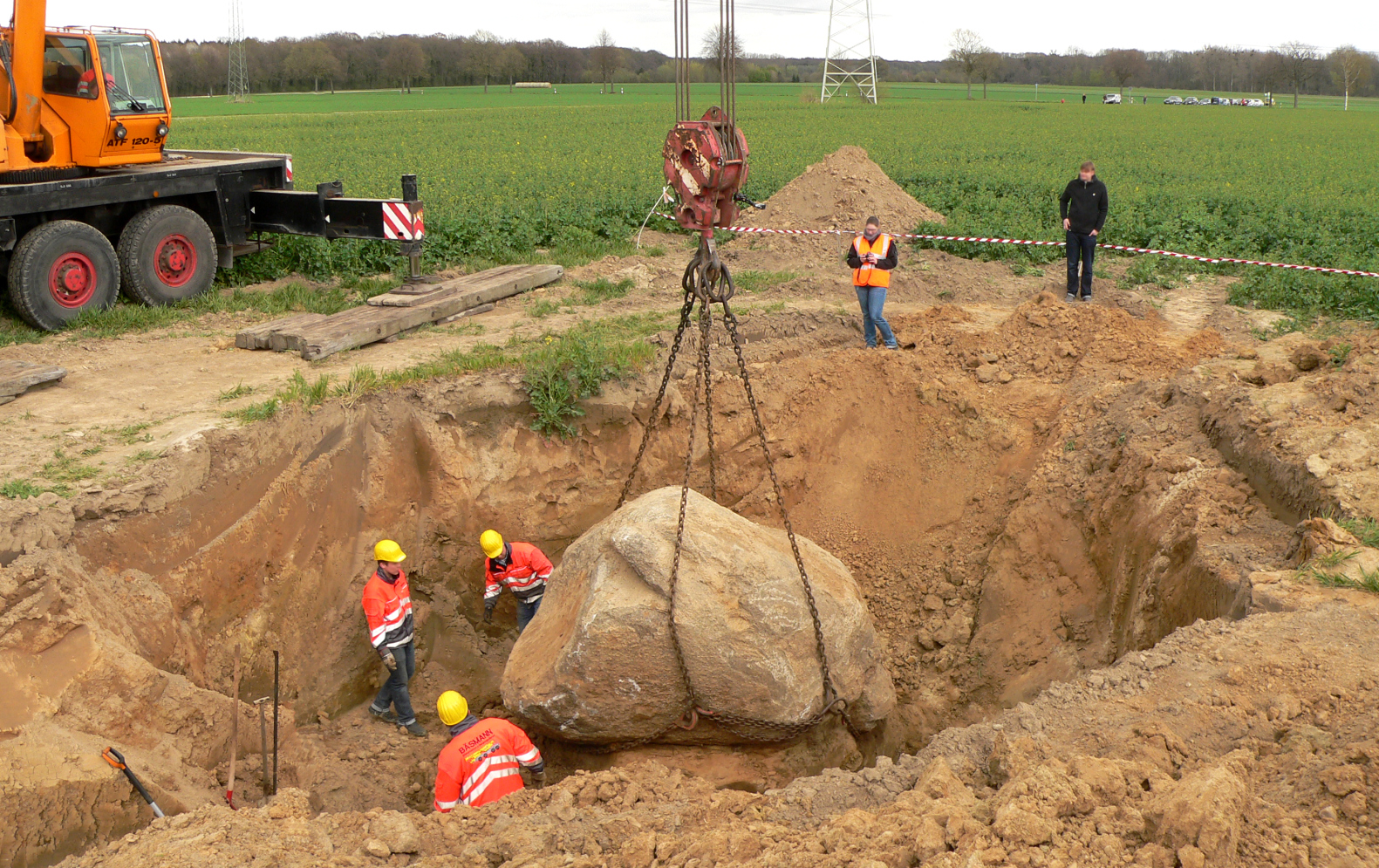
Anheben des Findlings
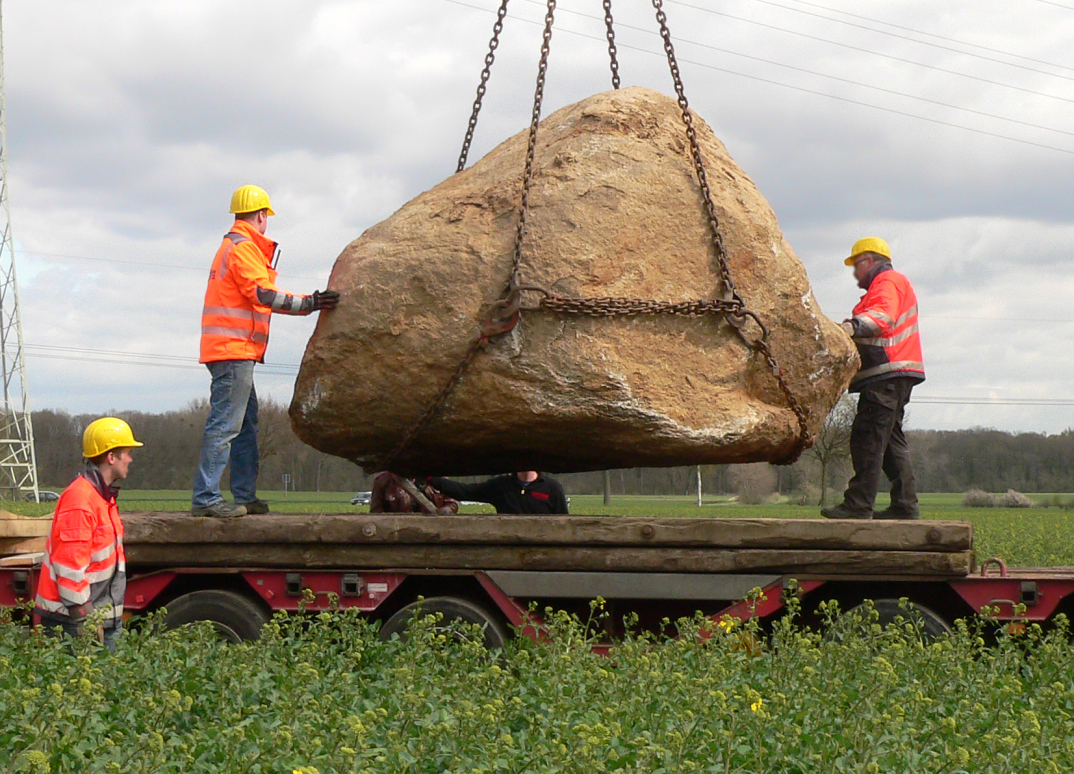
Ablage auf einem Tieflader
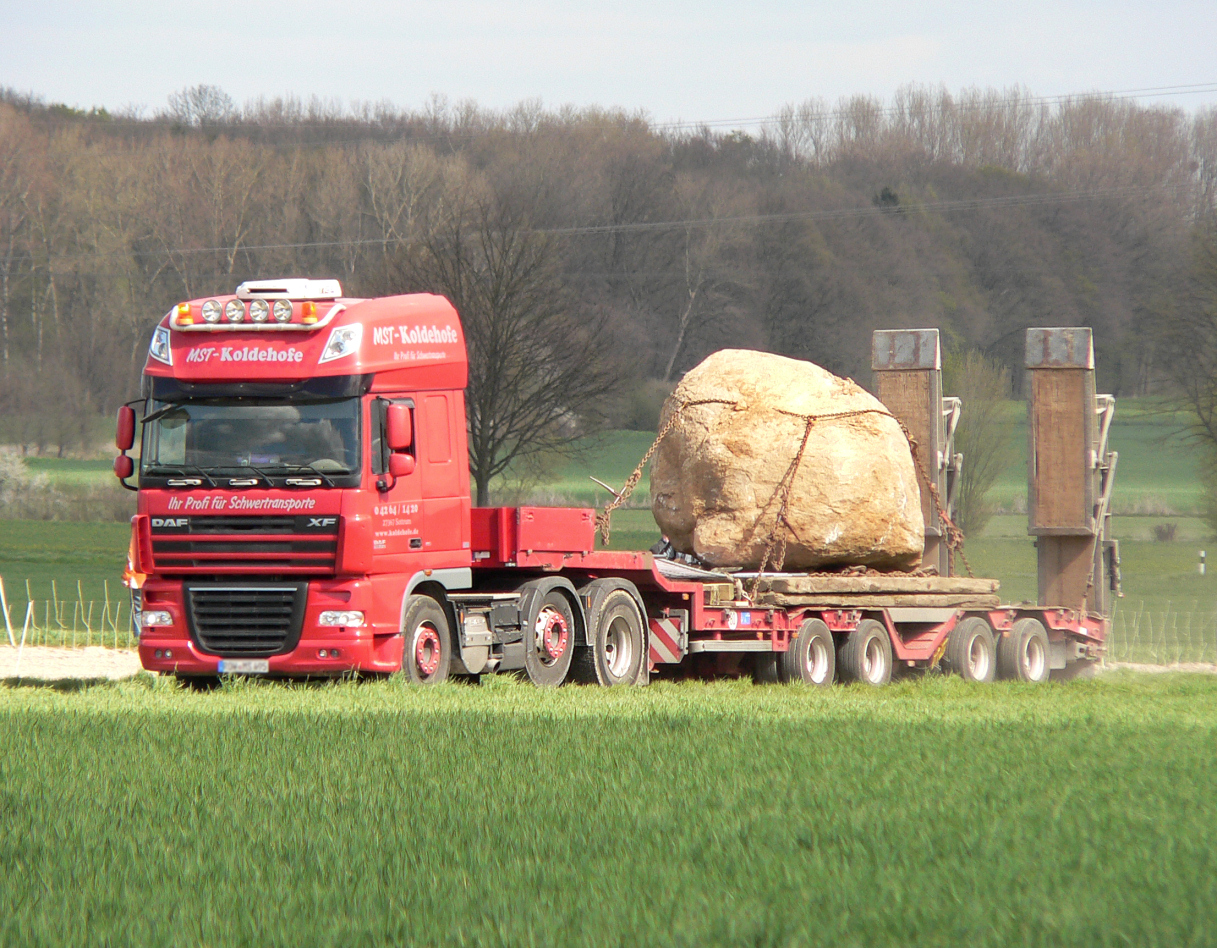
Fahrt zum Aufstellungsort
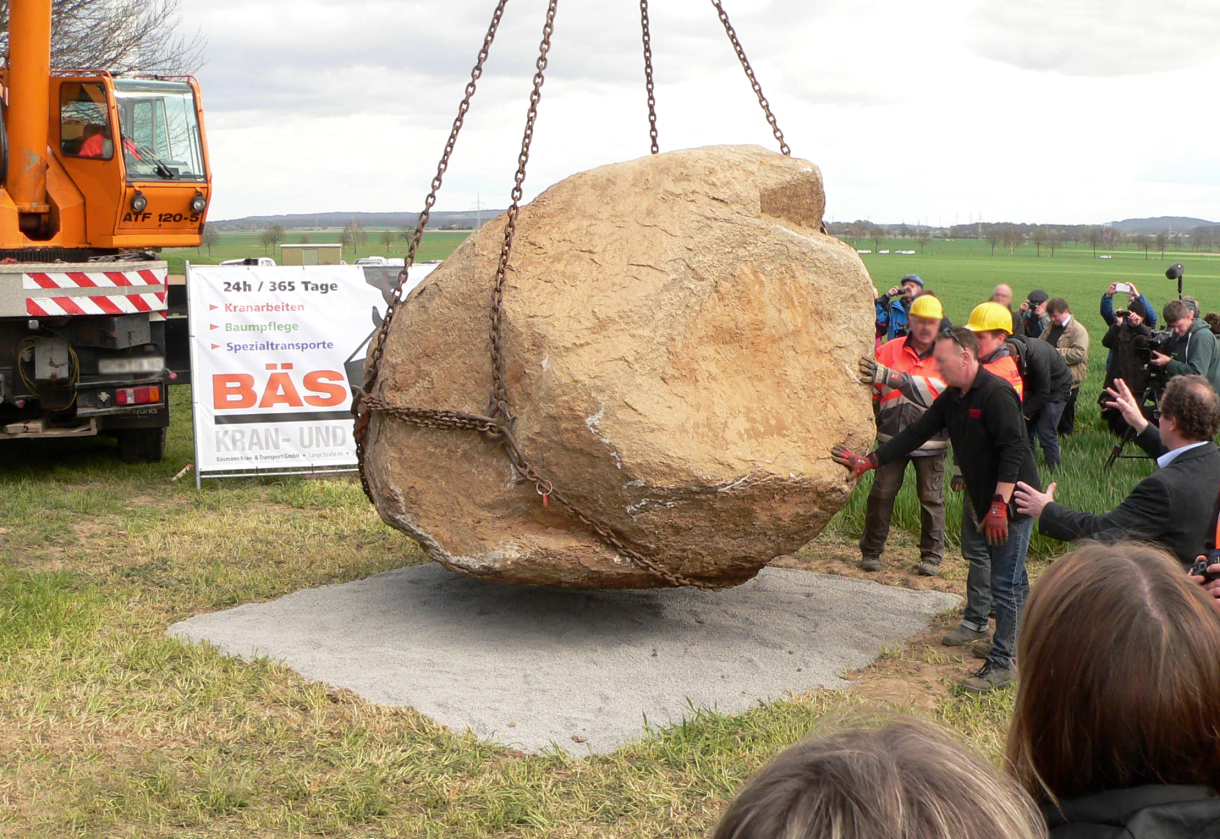
Aufstellung am neuen Standort

## Geologie

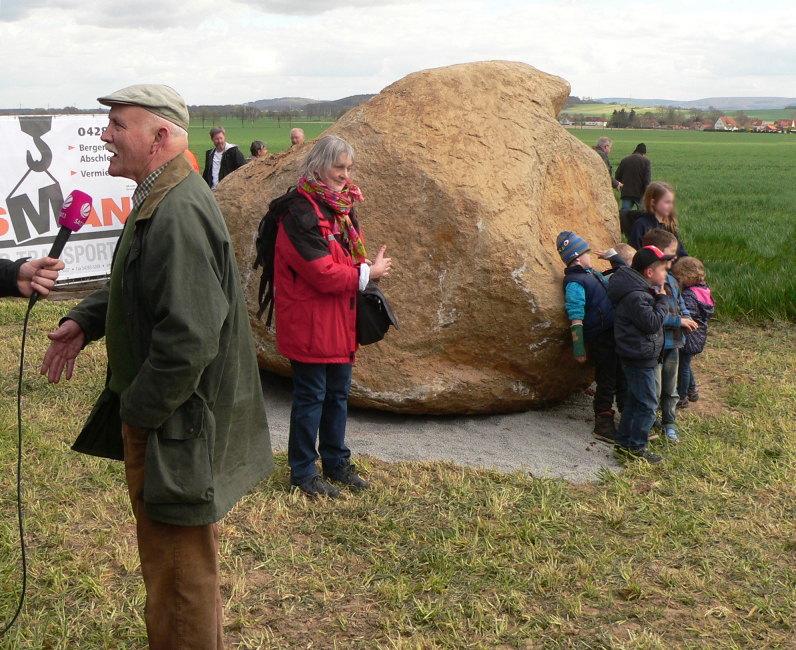
Bei der Aufstellung, links der Landwirt, in dessen Acker der Findling lag

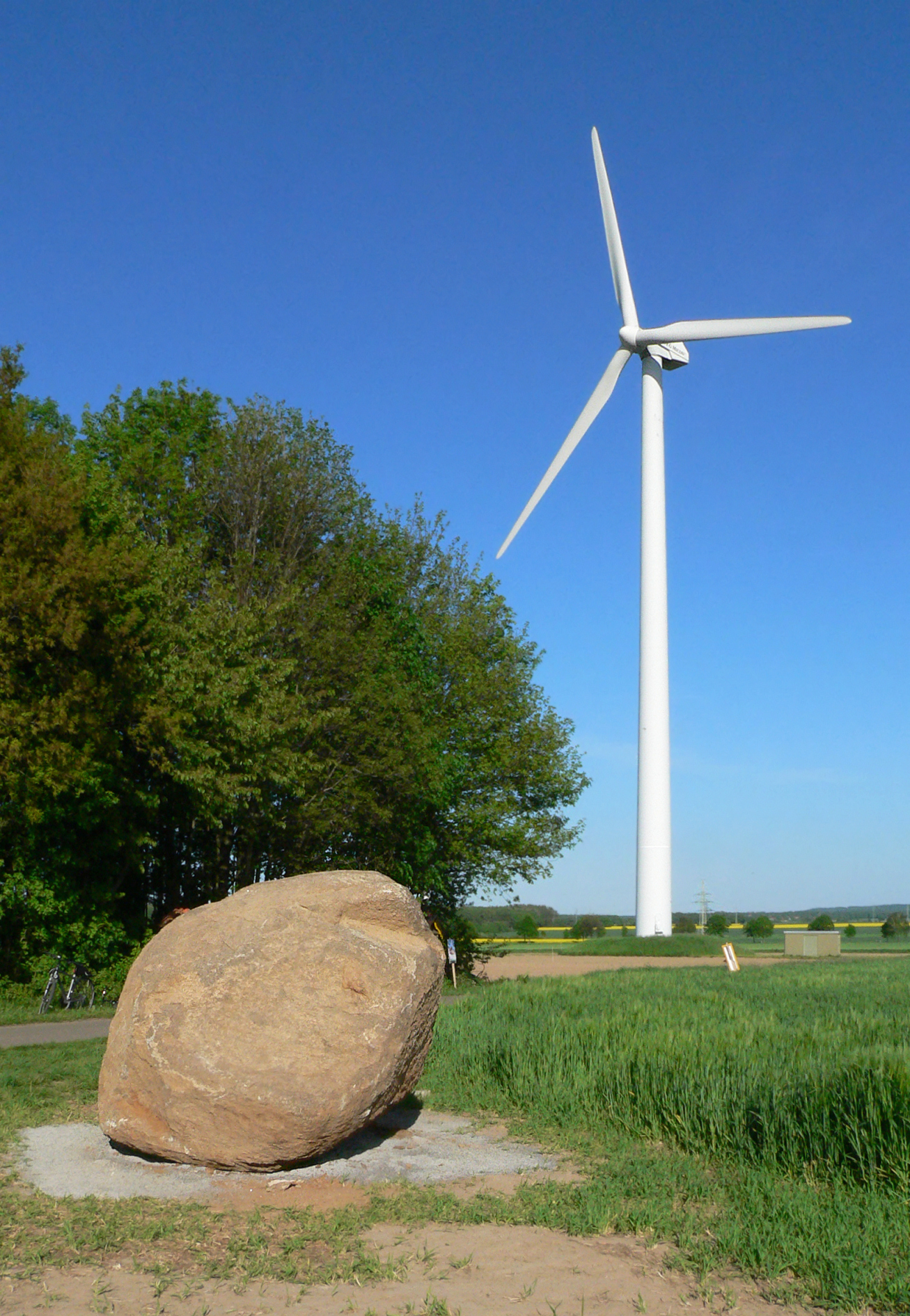
Nach der Aufstellung auf dem Mühlenberg

Der Findlingsblock hat eine Höhe von etwa 2,6 Meter und ist jeweils rund 3,2 Meter breit und lang, während der Umfang sich auf ungefähr 10 Meter beläuft. Sein Gewicht wurde anfangs auf 50 Tonnen geschätzt;  bei der Bergung wurden 27,5 Tonnen festgestellt. Er gehört zu den 10 größten bisher in Niedersachsen registrierten Findlingen. Nach Einschätzung des Landesamtes für Bergbau, Energie und Geologie Niedersachsen handelt es sich bei dem Stein aufgrund seiner Paralleltextur um Gneis. Die mineralogische Zusammensetzung konnte vom Landesamt erst grob mit einem Vorhandensein von Feldspaten und Biotit bestimmt werden. Da sich laut der Behörde Gneisgestein in Niedersachsen üblicherweise nicht findet, stammt der Findling vermutlich aus Skandinavien. Während der Saale-Kaltzeit vor rund 200.000 bis 250.000 Jahren dürfte er durch das Inlandeis, für das hier eine Mächtigkeit von mehreren hundert Metern angenommen wird, zum Fundort verfrachtet worden sein. Geowissenschaftler übernahmen die Aufgabe, die Geschichte und den Ursprung des Gesteinsbrockens zu erkunden. Sein Alter schätzen Geologen auf 1,4 bis 1,6 Milliarden Jahre. Das Herkunftsgebiet wird im heutigen Schweden vermutet.

## Sonstiges
Das ZDF-Wissensmagazin Terra xpress produzierte eine Sendung über den Findling.